# Stanisława Walasiewicz

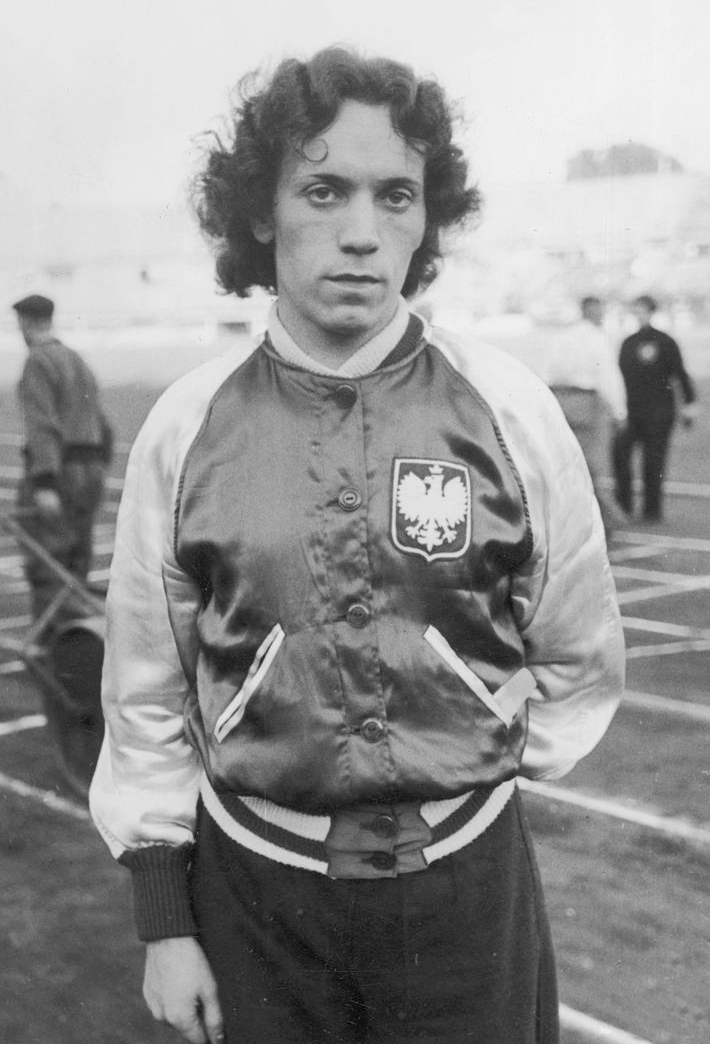
Stanisława Walasiewicz, Leichtathletik-Europameisterschaften, Wien 1938

Stanisława Walasiewicz (nach Heirat Stella Walsh Olson; * 11. April 1911 in Wierzchownia, Powiat Brodnicki, Russisches Kaiserreich; † 4. Dezember 1980 in Cleveland, Ohio, USA) war eine intersexuelle polnisch-US-amerikanische Leichtathletin und Olympiasiegerin.

## Leben
Walasiewicz wurde im damaligen Weichselland geboren. Ihre Eltern emigrierten in die USA, als Walasiewicz zwei Jahre alt war. Ihr wurde wiederholt die US-amerikanische Staatsbürgerschaft angeboten, diese lehnte sie zunächst ab, um weiter für den polnischen Verband starten zu dürfen. Die US-amerikanische Staatsbürgerschaft erhielt sie erst nach ihrer Hochzeit mit dem Boxer Harry Neil Olson. Auf Vermittlung des polnischen Konsulats in New York entschied sie sich jedoch, die polnische Staatsbürgerschaft anzunehmen, und wurde bald zu einer der populärsten Persönlichkeiten im polnischen Sport.
Beim 100-Meter-Lauf der Olympischen Spiele 1932 in Los Angeles konnte sie sowohl im Vorlauf wie auch im Halbfinale den Weltrekord von 11,9 s einstellen. Die gleiche Zeit erreichte sie auch im Finale und wurde mit neuem olympischem Rekord Olympiasiegerin vor der Kanadierin Hilda Strike und der US-Amerikanerin Wilhelmina von Bremen. Am gleichen Tag trat Walasiewicz auch im Finale des Diskuswurfs an und belegte dort den 6. Platz.
Bei den Olympischen Spielen 1936 in Berlin versuchte Walasiewicz ihren Titel zu verteidigen. Dort unterlag sie jedoch der US-Amerikanerin Helen Stephens. Bei den Europameisterschaften 1938 siegte sie sowohl über 100 als auch über 200 Meter und gewann zwei Silbermedaillen mit der 4-mal-100-Meter-Staffel und im Weitsprung.
Nach dem Ende des Zweiten Weltkriegs startete Walasiewicz bei den Europameisterschaften 1946 in Oslo. Sie schied über beide Sprintstrecken im Halbfinale aus und belegte mit der Staffel den letzten Platz unter sechs Mannschaften.
1947 erhielt sie endgültig die US-Staatsbürgerschaft. Im selben Jahr heiratete sie den Boxer Neil Olson. Obwohl die Ehe nicht lange währte, behielt sie für den Rest ihres Lebens den Namen Stella Walsh Olson bei. 1951 gewann sie im Alter von 40 Jahren ihre letzten Titel bei den US-Leichtathletik-Meisterschaften.
Am 4. Dezember 1980 wurde Walsh als Passantin bei einem bewaffneten Raubüberfall in Cleveland erschossen. Bei ihrer Obduktion stellte man anhand ihrer Geschlechtsorgane fest, dass Walsh intersexuell war. Sie hatte keine Gebärmutter und einen unterentwickelten Penis. Eine Chromosomenanalyse ergab später, dass sie sowohl männliche als auch weibliche Geschlechtschromosomen besaß. Ironischerweise hatte ein polnischer Journalist in den 1930er Jahren ihre schärfste Rivalin Helen Stephens verdächtigt, insgeheim ein Mann zu sein.